# Андрей Палеолог
Андрей Палеолог (на гръцки: Άνδρέας Παλαιολόγος; 17 януари 1453 – юни 1502) е византийски принц – най-големият син на Тома Палеолог, деспота на Морея. Тома е брат на Константин XI Палеолог, последния византийски император. След смъртта на баща си през 1465 г. Андрей е признат за формален деспот на Морея, а от 1483 г. нататък той претендира и за титлата „император на Константинопол“ (Imperator Constantinopolitanus).
След падането на Константинопол през 1453 г. и последвалото османско нашествие в Морея през 1460 г., бащата на Андрй бяга на остров Корфу със семейството си. След като Томас умира през 1465 г., тогава дванадесетгодишният Андрей се премества в Рим и като най-голям племенник на Константин XI става глава на семейство Палеолози и главен претендент за древния императорски трон. По-късното използване на императорската титла от Андрей, за която баща му никога не претендира, е подкрепено от някои от византийските бежанци, живеещи в Италия, и той се надявал един ден да възстанови империята на своите предци. Андрей се жени за римлянка на име Катерина. Въпреки че някои първични източници споменават възможността той да има деца, няма конкретни доказателства, че Андрей е оставил потомци.
По време на престоя си в Рим Андрей изпада в бедност. Въпреки че историците често приписват положението му на предполагаемия екстравагантен и безотговорен начин на живот, по-вероятното обяснение е, че пенсията и финансирането, предоставяни му от папството, са редовно намалявани. Андрей обиколя Европа няколко пъти в търсене на владетел, който може да му помогне да си върне Константинопол, но събра малко подкрепа. Османският султан Мехмед II, който завладява Константинопол през 1453 г., умира през 1481 г. и двамата му синове Джем и Баязид водят гражданска война за това кой да го наследи. Виждайки благоприятната възможност, Андрей се опитва да организира експедиция в Южна Италия през лятото на 1481 г., с която да пресече Адриатическо море и да възстанови Византийската империя. Походът обаче е отменен през есента, след като Баязид успешно стабилизира управлението си. Въпреки че през целия си живот Андреай поддържа надежда да си върне поне Морея, той никога не се заеръща в Гърция.
Заради финансовите си затруднения Андрей продава правата си върху византийската корона през 1494 г. на френския крал Шарл VIII, който се опитва да организира кръстоносен поход срещу османците. Продажбата е извършена, при условието че, ако Шарл завладее Морея, ще я преотстъпи на Андрей. Когато Шарл VIII умира през 1498 г., Андрей отново претендира за императорските титли, използвайки ги до смъртта си. Умира в крайна бедност в Рим през 1502 г. и е погребан в базиликата „Свети Петър“. В завещанието си той завещава титлите си на Фердинанд II Арагонски и Исабела I Кастилска, като нито един от двмата монарси не ги използва.

## Историческа обстановка
Семейството Палеолози е последната императорска династия на Византийската империя и една от най-дълго управляващите нейни династии, начело на империята от 1259/1261 г. до нейното унищожение през 1453 г. До XV век императорите Палеолози управляват разпадаща се и намаляваща по територии империя. В течение на XIV век османските турци завладяват огромни територии и до началото на XV век те управляват по-голяма част от Анадола, България, Централна Гърция, Сърбия, Македония и Тесалия. Византийската империя, която някога се простирала в Източното Средиземноморие, е ограничена до имперската столица Константинопол, полуостров Пелопонес и шепа острови в Егейско море и е принудена да плаща ежегоден васален данък на османците.
Тъй като териториите на империята намалявали, императорите стигат до заключението, че единственият начин да гарантират, че земите под тяхна власт ще останат непокътнати, е да предоставят част от владенията си на своите синове или братя, които получавали титлата деспот, като техни апанажни владения, които да управляват и защитават. През 1428 г. бащата на Андрей – Тома Палеолог, е назначен за деспот на Морея, получавайки управлявлението на проспериращата провинция, обхващаща частите от Пелопонес под византийски контрол, чието управление трябва да поделя с по-големите си братя Теодор и Константин (който по-късно ще стане император Константи XI, последният император). Братята работят за възстановяване на византийския контрол над целия полуостров. През 1432 г. Тома слага край на Княжество Ахея, основано след Четвъртия кръстоносен поход, като го наследява чрез брака си с Катрин Закария, дъщерята на Чентурион II Закария – последния принц на Ахея. По време на управлението на Константин, Теодор и Тома като деспоти, византийското управление е възстановено в цяла Морея с изключение на разпръснатите градове и пристанищни центрове под властта на Република Венеция, също остатъци от Четвъртия кръстоносен поход.
Докато империята им се разпада, православните императори Палеолози следват политика на опити да осигурят военна помощ от Католическа Европа. От средата на XIV век византийските императори се обръщат към Западна Европа и папството с надеждата да получат от тях помощ, за да спасят империята си от османците. Вдъхновени от писанията на западноориентирани интелектуалци като Димитър Кидон и Мануил Хризолорас, императорите Палеолози вярвали, че ако само успеят да убедят папите в липсата на ерес в православната вяра на империята, папството ще отприщи големи западни армии, за да им помогне. Това убеждение вдъхновява прадядото на Андреай – император Йоан V Палеолог, да пътува до Рим и лично да се подчини на папата през 1369 г., а чичо му Йоан VIII Палеолог да присъства на събора във Флоренция през 1438 – 1439 г., където е провъзгласено обединение на църквите. Унията на църквите не била популярна във Византийската империя, където населението смятало, че това е предателство към неговата вяра и светоглед, и никога не била напълно приложена. Наследникът на Йоан VIII и друг чичо на Андрей – Константин XI, изпраща отчаяни призиви за помощ до папата през 1452 г., когато османците се приближават към Константинопол.

## Биография

### Ранни години
Константин XI Палеолог, последният византийски император, загива при защитата на Константинопол от османците на 29 май 1453 г. Андрей е роден само четири месеца по-рано, на 17 януари 1453 г., като най-голям син и трето дете на деспот Тома Палеолог и Катерина Закария. След османското завладяване на Константинопол семейството на Андрей продължава да живее в Морея като васали на османския султан Мехмед II. Въпреки това постоянните караници между Тома, който се опитва да събере подкрепа за възстановяване на Византийската империя, и неговия по-голям брат Димитър Палеолог, който застава на страната на османците, довеждат до нахлуването на султана в Морея през 1460 г.; тогава Тома и семейството му бягат на Корфу. След това Тома оставя семейството си, за да отиде в Рим, където е посрещнат и финансово подкрепен от папа Пий II. Тома поддържал надежда, че един ден ще възстанови земите си, и когато се подготвял кръстоносен поход през 1462 г., който така и не се състоял, той лично обикалял Италия, за да събере подкрепа.
Катерина Закария умира през август 1462 г., но едва през пролетта на 1465 г. Тома повикал децата си в Рим. Андрей, по-малкият му брат Мануил и сестра им Зоуя, придружени от техния настойник и някои византийски благородници в изгание, пристигат в Анкона, но никога не срещат баща си, който починал малко преди това – на 12 май.
По това време Андрей е на 12 години, а Мануил на 10. Възрастта на Зоя не е известна, но тя била най-голямото от трите деца ма Тома Палеолог. Децата пристигат Рим, където са поставени под грижите на кардинал Висарион, който също бил избягал от Византийската империя много години преди това. Висарион е един от малкото византийски духовници, които подкрепяха унията на църквите. Той осигурява образование на децата и уредил брака на Зоя с великия московски княз Иван III, което е станало през юни 1472 г. Андрей остава в Рим със съгласието на папа Павел II, който го признава за наследник на Тома и княжество Морея. В Рим Андрей преминава към Римокатолицическата църква.
Първоначално печатът на Андрей изобразявал двуглавия орел на императорите Палеолози и титлата „По Божия милост, деспот на ромеите“ (на латински: Dei gratia despotes Romeorum). Може би в отговор на чувството, че не получава полагащото му се уважение, Андрей в крайна сметка започва да се представя като „император на Константинопол“ (на латински: Imperator Constantinopolitanus) – титла, която никога не била използвана от баща му. Първото регистрирано използване на тази титла е на 13 април 1483 г., когато Андрей издава хрисивул на испанския благородник Педро Манрике, граф на Осорно, упълномощавайки него и неговите потомци да носят оръжието на императорите Палеолози, да създават палатински графове и да признават незаконното си потомство. Въпреки че тази титла се различава от традиционната титла, използвана от византийските императори („император и автократор на ромеите“), това е традиционното наименование, използвано за византийските императори от западноевропейците, по-специално от папството. Въпреки че Джонатан Харсис вярва, че възпитанието на Андрей Палеолог в Рим може да го е оставило в неведение, че титлата му се различава от версията, която действително е използвана от византийските императори, той е използвал своята императорска титла в стандартната ѝ византийска форма в онези случаи, когато я е предавал на гръцки.
Въпреки че наследственото право върху короната никога не е било официално прилагано във Византийската империя, Андрей е признат за законен наследник от някои свои съвременници, най-известният от които е кардинал Висарион. Един от съветниците на Тома Палеолог от Патра – Георги Сфранцес, посетил Андрей през 1466 г. и го признал за „приемник и наследник на династията на Палеолог“ и за свой законен владетел. Извън стремежите му да възстанови своята империя, претенциите на Андрей да бъде император се изразяват най-вече чрез настояването му да получава различни почести, като това да му бъде позволено да носи същия вид свещ като кардиналите по време на процесия през 1486 г. в Сикстинската капела.

#### Финансови проблеми
Финансовите проблеми, които ще продължат през целия живот на Андрей Палеолог, започват малко след смъртта на кардинал Висарион през 1472 г. До 1475 г., когато е на 22-годишна възраст, Андрей започва да предлага за продажба правата си върху императорските тронове както на Константинопол, така и на Трапезунд (Трапезундската империя е византийска наследница, просъществувала до 1461 г.), като пише писма до някои владетели, включително до неаполитанския крал Фердинанд I, вероятно до миланския херцог Галеацо Мария Сфорца и до бургундиския херцог Шарл Дръзки. Като предлага титлите си на различни владетели, Андрей Палеолог вероятно е целял да ги изтъргува на възможно най-висока цена. По-малкият му брат Мануил също изпадна във финансови затруднения, но не протежавал титли за продажба, тъй като е втори по ред в наследяването им. Вместо това Мануил напуска Рим, за да пътува из Европа, опитвайки се да постъпи на служба на някоя военна длъжност. Не получавайки задоволителни предложения, Мануил изненадва всички в Рим, като заминава за Константинопол през пролетта на 1476 г. и се явява пред султан Мехмед III, който го приема любезно и му осигурява щедра пенсия до края на живота му.
Произходът на финансовите затруднения, изпитвани от Андрей и Мануил, вероятно се крие в намаленията на пенсиите, изплащани им от папството. Сумата, изплащана първоначално на баща им Тома, е била 300 дуката месечно, с допълнителни 200 дуката на месец, отпускани от кардиналите. Придворният на Тома Георги Сфранцес се оплаква, че тези суми едва покриват разходите на Тома, който трябвало да издържа не само себе си, но и семейството си. Въпреки че първоначално Андрей и Мануил получават еднаква пенсия, парите трябвало да се поделят между тях, а кардиналите спрели да плащат допълнителни пари, което означава, че братята на практика получават само по 150 дуката месечно, вместо 500-те, които били изплащани на баща им.
Ситуацията бързо се влошава още повече след смъртта на Висарион. За първите три месеца на 1473 г. двамата братя получават само 690 дуката (вместо 900). Когато Мануил напуска Рим през 1474 г., папа Сикст IV използва отсъствието му като извинение да намали пълната пенсия наполовина, плащайки на Андрей 150 дуката на месец вместо 300. Това споразумение продължава дори по време на краткото завръщане на Мануил в града през 1475 г. От края на 70-те години нататък пенсията често се намалява: въпреки че Андрей получава 150 дуката през юни 1478 г., той получава само 104 през ноември и няколко месеца след това поради „многото войни“, пред които е изправено папството; през 1488 и 1489 г. на Андрей се изплащат по 100 дуката всеки месец, въпреки че действително получаваните суми често падат под това; след възкачването на папа Александър VI през август 1492 г,. пенсията е намалена до едва 50 дуката на месец.
Финансовото състояние на Андрей не се подобрява от факта, че той също трябва да издържа своята свита. Въпреки че някои членове на семейството на баща му вероятно заминали със Зоя в Москва, тези, които останали в Рим, като Димитър Раул Кавасис, който представлявал Андрей и Мануил на сватбата на Зоя, Мануил Палеолог (различен човек от брат му), Георги Пагумен и Михаил Аристовул, вероятно са били част от домакинството на Андрей. През по-късния етап от живота му състоянието на дома на Андрей се влошава и той става все по-неспособен да издържа своята свита. До 1480 г. папството става нов покровител на някои от неговите предполагаеми спътници, като Теодор Цамблакон „от Константинопол“, Екатерина Цамблакониса, Евфрасина Палеологина, Томазина Кантакузина и няколко гърци, описани като „де Морея“, включително човек на име Константин и две жени – Теодорина и Мегалия.
През времето, прекарано в Рим, по-голямата част от живота му в зряла възраст, Андрей живее в къща на „Кампо Марцио“, предоставена му от Сикст IV по време на сватбата на Зоя. Къщата му вероятно се е намирала до местната църква „Сант Андреа“. По време на престоя си в Рим Андрей се жени за Катерина, жена от града. Търсейки финансова помощ, той пътува до Русия през 1480 г., посещавайки сестра си Зоя (сега наричана София), за да моли за пари. По-късно София се оплаква, че не са ѝ останали бижута, тъй като ги е дала всичките на брат си. На връщане към Рим Андрей и неговите спътници спират в Мантуа, където получават подслон и храна от маркиз Федерико I Гонзага, след като херцогът на Ферара Ерколе I д'Есте уведомил маркиза, че Андрей е далечен роднина на италианския род Малатеста и че е бил в тежки финансови затруднения.

### Опит за експедиция срещу османците
Подобно на баща си Тома Андрей активно участва в схеми за възстановяване на Византийската империя. Скоро след завръщането си от Русия, в късното лято на 1481 г., Андрей планира да организира експедиция срещу османците. По това време османският контрол над Морея е нестабилен; в неотдавнашната османско-венецианска война много битки са се състояли на полуострова. Андрей пътува до Южна Италия, която очевидно трябвалл да е сборна точка за нападение през Гърция, и е във Фоджа през октомври с няколко от близките си спътници, включително гореспоменатите Мануел Палеолог, Георги Пагумен и Михаел Аристовул. Във Фоджа Андрей получава финансова помощ от неаполитанския крал Фердинанд I. За да се подготви, Андрей наема няколко наемници, включително Крокодейлос Кладас – гръцки войник, който води неуспешно въстание в Морея срещу османците през 1480 г. Кладас щял да бъде ценен водач, ако Андреай успеел да акустира успешно в Гърция. На 15 септември 1481 г. папа Сикст IV пише на епископите в Италия да направят „всичко по силите си“, за да помогнат на Андрей да пресече Адриатическо море. Въпреки своите планове и приготовления, Андррей никога не отплава за Гърция, а вместо това прекарва октомври и ноември на 1481 г. в Бриндизи с близките си спътници и крал Фердинанд I.
Има основателни причини за отмяната на експедицията. Първоначално 1481 г. изглеждала като подходящо време за нападение, тъй като османците наскоро претърпели серия от неуспехи. През август 1480 г. те са отблъснати с тежки загуби при обсадата на Родос, а смъртта на Мехмед II на 3 май е последвана от гражданска война между синовете му Джем и Баязид за това кой да вземе властта. Андрей може би се е надявал да вземе участие в контраатаката срещу османците, предвождана от Фердинанд I, който по това време е атакуван от османците при Отранто. До октомври ситуацията става неблагоприятна: Баязид се закрепя на султанския престол, а големите християнски държави в Западна Европа са твърде разединени, за да се обединят и да водят война срещу османците. По-критично е, че усилията на Андрей не са финансирани. Историците, следвайки писанията на съвременния му писател Герарди да Волтера, твърдят, че папа Сикст IV дава на Андрей 3000 дуката за финансиране на експедицията. Въпреки че сумата му била изплатена през септември 1481 г., няма доказателства, които да предполагат, че е била предназначена за войната в Гърция. Английският историк Джонатан Харис смята, че е по-вероятно парите да са били просто авансово плащане за пътуванията му в Южна Италия, тъй като не са покривали никакви допълнителни разходи извън редовните разходи на Андрей и семейството му.
Друга причина, поради която експедицията никога не потегля, може да е нежеланието на Венецианската република да помогне на Андрей Палеолог. Малката сила на Андрей вероятно нямало да е в състояние да пресече Адриатическо море без помощта на Венеция, но Венеция не желаела да се бие повече или по-малко сама с османците. Освен това Синьорията (върховният управителен орган) на Венеция наскоро била подписала договор с османците и не одобрявала каквито и да било продължаващи антиосмански дейности. Андрей направил поне още един опит да си върне Морея, като се включил в заговор през 1485 г. за отнемане на Монемвазия от венецианците.

### Пътешествия и продажба на императорската титла
През 1490 г. Андрей Палеолог напуска Рим, за да пътува отново до Москва, придружен от посланиците на Москва в Рим – братята Димитър и Мануил Ралини. Въпреки това, когато Андрей се върнал в Москва, той вече не бил добре дошъл и вместо това избира да пътува до Франция, където е щедро посрещнат от крал Шарл VIII, който плаща всичките му пътни разходи, след като Андрей му подарил бял сокол. Андрей остава при краля в Лавал и Тур от октомври до декември 1491 г. и получава допълнителни пари, възлизащи на 350 ливри, преди да се върне в Рим. Според хрониста Герарди да Волтера, Андрей и Шарл прекарват много време в обсъждане на възможността за кръстоносен поход срещу османците. През 1492 г. Андреай е в Англия, където крал Хенри VII не бил толкова гостоприемен като Шарл VIII, като инструктирал своя ковчежник, лорд Динам, да плати на Андрей сума, която сметне за подходяща, и след това да му осигури безопасен изход от страната. Европейската обиколка на Андрей в търсене на помощ за каузата му е подобна на тази, проведена от неговия дядо, император Мануил II Палеолог, който пътува из Европа от 1399 до 1402 г. с надеждата да осигури помощ срещу османците.
През 1490 г. френският крал Шарл VIII активно планира кръстоносен поход срещу османците, но също така участва в борбата за контрол над Неаполитанското кралдтво в Южна Италия. Френският кардинал Раймон Перауди е страстно отдаден на кръстоносните планове на Шарл VIII и бил против той да се намесва в италианската политика, вярвайки, че войната срещу Неапол ще се окаже фатално отклонение от нападението срещу османците. Френските войници вече марширували в Северна Италия на път за Неапол, когато Перауди, надявайки се да ги отклони на изток преди конфликта с Неапол, започва да разработва план (очевидно без знанието на краля), за да даде на Шарл VIII официално право да пререндира за византийския трон.
Преговаряйки с Андрей Перауди, кардиналът му гарантира, че в замяна на отказа си от титлите на императорските тронове на Константинопол, Трапезунд и Деспотството на Сърбия Андрей ще получава 4300 дуката годишно (почти 360 дуката на месец), от които 2000 дуката ще да бъдат изплатени веднага след ратифициране на отказа му. Освен това на Андрей е обещана лична гвардия от сто кавалеристи, поддържана за сметка на Шарл VIII, и са му обещани земи или в Италия, или на някое друго място, което в допълнение към пенсията му ще генерира годишен доход от 5000 дуката. Освен това кралят трябвало да използва своите военни и военноморски сили, за да върне Княжествл Морея на Андрей. В замяна на земите на неговите предци (след като бъде възстановен в Морея), феодалният данък на Андреас към френския крал щял да се състои от един бял оседлан кон всяка година. Шарл VIII също трябвало да използва влиянието си върху папата, за да повиши папската пенсия на Андрей до първоначалния ѝ размер от 1800 дуката годишно (150 месечно). Прехвърлянето на титлите на Андрей трябва да се счита за законно, освен ако Шарл VIII не го отхвърли преди Деня на Вси светии на следващата година (1 ноември 1495 г.).
Въпреки че повечето от това, което Андрей трябвало да си осигури от сделката, били финансови облаги, споразумението не е безотговорна абдикация единствено в името на облекчаването на финансовото състояние на Андрей. Той изрично запазвал за себе си титлата деспот на Морея и накарал Шарл VIII да обещае да му предостави Морея, ако победи османците. По същество Андрей се надявал да използва Шарл VIII срещу османците, както желаел да използва Фердинанд I Неаполитански тринадесет години по-рано.
Документите за абдикацията на Андрей са подготвени на 6 ноември 1494 г. в църквата „Сан Пиетро“ в Монторио от Франческо де Шрактен от Флоренция, папски и императорски нотариус, и Камило Бенинбене, също нотариус и доктор по каноническо и гражданско право, а освен Андрей и Перауди, свидетели на сделката са петима духовници. Въпреки че Шарл VIII все още може и да не е знаел, че е получил титлите през ноември, папа Александър VI вероятно е бил добре осведомен, тъй като гарантирал за Андрей, а Перауди е бил кардинал. Планът бил идеален за Александър VI, който, подобно на Перауди, се надявал, че френските армии, маршируващи през Италия, са предназначени да бъдат използвани срещу османците в защита на християнския свят, а не срещу Неапол. Ако императорът на Свещената Римска империя, Максимилиан I възразял срещу внезапното присъствие на друг император в Западна Европа, папата можел просто да посочи, че абдикацията на Андрей не е била санкционирана от него и че онези, които са наблюдавали сделката, са действали по своя собствена инициатива. Слухове и евентуално новини за събитието в крайна сметка стигнали до Максимилиан I, който се оплакал, че за доброто на християнството само императорът на Свещената Римска империя трябвало да носи императорската титла.
В крайна сметка Шарл VIII приема условията на абдикацията на Андрей, но не се отклонил от Неапол. Въпреки че смятал да обяви кръстоносен поход още докато бил в Асти в Северна Италия, кралят решава, че ще продължи на изток само след като завладее Неапол, според самия Шарл VIII, главно поради увеличения брой възможности за нападения, които се откриват, ако Неапол е под неговия контрол. Италианската кампания на Шарл VIII предизвиква известно безпокойство в Константинопол и Баязид започва да изгражда отбраната си, конструира нови кораби и артилерия и пренасочва военните си сили към отбранителни позиции в цяла Гърция и земите около Константинопол.
Усилията на Шарл VIII се забавят, тъй като кралят се забърква в конфликт с папството и държавите в цяла Италия. Въпреки това на 27 януари 1495 г. той си осигурява задържането на Джем Султан, брат на Баязид и претендент за османския трон, който преди това се намирал в папски плен. На 22 февруари Шарл VII триумфално влиза в Неапол. Съвременните историци са разделени по въпроса дали той е бил коронясан като император на Константинопол в Неапол. Според Кенет Сетън (1978 г.) папа Александър VI предлага на Шарл VIII лично да го коронясва за император, но кралят отказва, предпочитайки да завладее териториите на бившата Източна империя, преди официално да бъде коронясан за император. Според Ливиу Пилат и Овидиу Кристеа, (2017 г.) в Неапол Шарл се е коронясал едновременно като император на Константинопол и крал на Йерусалим.
Три дни след като влиза в Неапол, Шарл VIII се изправя пред значителна загуба със смъртта на Джем Султан. Плановете за кръстоносните походи често се въртели около ролята, която се очаквало да играе Джем. Въпреки че армията на краля все още била непокътната, смъртта на Джем се комбинирала със създаването на лига срещу Шарл VIII, което довело до постепенно изоставяне на кръстоносните планове.
Надеждите за френско нахлуване в Османската империя приключват, когато Шарл VIII умира през 1498 г. Междувременно той се погрижил да подкрепи „нашия голям приятел“ Андрей Палеолог и на 14 май 1495 г. му присъжда годишна пенсия от 1200 дуката. Андрей отново претендира за своите императорски титли след 1498 г. – тъй като условията на абдикацията му пред Шарл VIII (по-специално получаването на Морея) никога не били изпълнени, сделката за продажбата на титлите му можела да се разглежда като невалидна. Църковните служители признали връщането на титлите на Андреай, като след 1498 г. в записите на хора, присъстващи на църковни служби, той фигурира не само с титлата на латински: despotus Peloponensis („деспот на Пелопонес“), но също и като император на гърците на латински: Imperator Grecorum или император на Константинопол на латински: Imperator Constantinopolitanus.
Френските крале след Шарл VIII – Луи XII, Франсоа I, Андр II и Франсоа II – също продължават да използват императорски титли и почести. Като своя предшественик и Луи XII също нахлува в Италия през Втората италианска война (1499 – 1504) и през това време се представя като бъдещ кръстоносец, който привидно се е насочил към Константинопол и Йерусалим. Слулптурата на Луи XII на гроба му носи императорска корона, а не кралска. Франсоа I публично подчертава претенциите си да бъде император на Константинопол чак през 1532 г. Чак при Шарл IX през 1566 г. на имперските претенци бил сложен край чрез правилата за погасителна давност като пряк резултат от отпадане или липса на тяхната употреба. Шарл IX пише, че императорската титла „не е по-изтъкната от тази на краля, която звучи по-добре и по-сладко“.

### По-късен живот и смърт
Провалът на плановете за кръстоносния поход оставя Андрей отново без пари. Епископ Жак Волатеран пише за лошото зрелище, което Андрей и неговият антураж представлявали в Рим, покрити с парцали, а не с пурпурни и копринени одежди, които преди винаги носели. Въпреки това Андреай остава влиятелна фигура в Рим до смъртта си. Заема виден пост при папа Александър VI, в един момент е част от почетната кавалерийска гвардия на папата, ескортирайки видни гости, посещаващи града. На 11 март 1501 г. Андрей Палеолог участва на видно място в церемониалното влизане на посланик от Литва в града. Той продължава да държи на своята известност и авторитет, като в един момент заради това влиза в конфликт с Чезаре Борджия, незаконен син на папа Александър VI. Андрей също се среща с много други претенденти за бивши византийски територии в по-късните си години, като Карло III Токо (претендент за деспот на Епир) и Константин Арианит (претендиращ, че е „принц на Македония “).
Андрей умира в бедност в Рим по някое време през юни 1502 г. В завещанието си, написано на 7 април същата година, той отново отстъпва правата си върху императорската титла, този път на Фердинанд II Арагонски и Исабела I Кастилска, определяйки тях и техните наследници за свои наследници. Изборът да се даде титлата на испанците вероятно е направен поради скорошните испански успехи при завладяването на Гранада (1492) и Кефалония (1500). Обръщайки се към испанските монарси чрез споменаването на традиционните титли, държани от арагонската корона в Гърция (херцог на Атина и херцог на Неопатра), Андрей се надявал, че испанците ще започнат кръстоносен поход от владенията си в Пулия, Калабрия и Сицилия, завладявайки Пелопонес, преди да преминат към Тракия и Константинопол. Нито Фердинанд II, нито Исабела I, нито някой следващ монарх на Испания някога е използвал титлата. Вдовицата на Андрей Катерина получава 104 дуката от папа Александър VI да заплати разноските по погребението на Андрей. Погребан е с почести в базиликата „Свети Петър“, до баща си Тома. Тъй като Андрей и Тома са били погребани в Рим, гробовете им са оцелели след унищожаването и премахването на гробниците на императорите Палеолози в Константинопол по време на ранните години на османското владичество, но съвременните опити да се открият гробовете им в рамките на базиликата не са успешни.

## Възможни потомци
Като се изключат претенциите на френските крале, считани от Андрей за невалидни, и по-късните самозванци, претенденти и фалшификатори, Андрей е последният законен и признат претендент за позицията на византийски император. Смята се, че той не е оставил потомци. Според Доналд Никол в The Immortal Emperor („Безсмъртният император“, 1992) е възможно Константин Палеолог, който е бил нает в папската гвардия като командир, да е бил син на Андреас. Записано е, че Константин е починал през 1508 г., само шест години след Андрей. Руски източници приписват на Андрей дъщеря на име Мария Палеологина, неспомената в нито един от западните източници, която е била омъжена за руския благородник Василий Михайлович, княз на Верея, от леля си (сестрата на Андреай) София. Римска епитафия от 1487 г. почита „Lucretiae Andreae Paleologi filiae“ („Лукреция, дъщеря на Андрей Палеолог“), починала на 2 септември 1487 г., но тъй като тя е описана като починала на 49-годишна възраст, не може да е дъщеря на неосъществения деспот и император Андрей Палеолог.
На 17 юли 1499 г. Лудовико Сфорца, херцогът на Милано, съобщава, че е изпратил „дон Фернандо, син на деспота на Морея, племенник на господаря Константин [Арианит, управител на Монферат ], при турчина с пет коня“ – вероятно дипломатическа или шпионска мисия. Този Фернандо може да е бил друг син на Андрей и въпреки че Фернандо всъщност е приел титлата деспот на Морея след смъртта на Андрей, изглежда е оказал относително малко влияние върху историята или защото не е искал да играе някаква активна роля, или защото може да е били нелегитимен, което би го затруднило. Константин Арианит, родствено несвързан с Андрей, също претендира за титлата деспот на Морея няколко месеца след смъртта му. Един от наследниците на Андрей като претендент за позицията на деспот на Морея повдигна проблеми с протокола, когато през 1518 г. поканил папа Лъв X да стане кръстник на сина му Джовани Мартино Леонардо, на чието кръщене били поканени още десет кардинали.
Теодор Палеолог, който е живял в Корнуол през XVII век и твърди, че произхожда от Тома Палеолог чрез иначе незасвидетелстван другаде в изворите негов син на име Йоан, може вместо това да е потомък на Андрей, но неговото родословие е несигурно. Последният засвидетелстван потомък на Теодор е Годскал Палеолог, която изчезва от историческите извори в края на XVII век. В края на XVI век теолог на име Яков Палеолог, родом от Хиос, става доминикански монах в Рим. Яков пътува из Европа, хвалейки се с произхода си и твърдейки, че е внук на Андрей Палеолог чрез предполагаем негов син на име Теодор. Все по-неортодоксалните възгледи на Яков за християнството в крайна сметка го довели до конфликт с Римската църква: той е изгорен на клада като еретик през 1585 г. Яков имал най-малко три деца – дъщеря на име Деспина, син на име Теодор и поне още едно дете, чието име е неизвестно, – въпреки че малко се знае за повечето от тях. Синът на Яков Теодор живее в Прага през 1603 г. и се представя за истински член на старото императорско семейство и „принц на Лакедемония“, въпреки че властите в Прага го осъдили като самозванец.

## Наследство и оценка
По-късните историци преобладаващо са виждали Андрей в негативна светлина. Шотландският историк Джордж Финлей пише през 1877 г. за съдбата на Андрей, че тя „едва ли заслужава вниманието на историята, ако не беше това, че човечеството изпитва болезнено любопитство относно съдбата на най-безполезните принцове“. Според Джонатан Харис, който през 1995 г. предлага по-умерена гледна точка за Андрей, той обикновено е характеризиран като „неморален и екстравагантен плейбой, който пропилява щедрата си папска пенсия в разпуснат живот и в крайна сметка умря в бедност“. Противно на типичния му портрет, който той смята за „в никакъв случай не напълно справедлив“, Харис вярва, че би било погрешно да отхвърли Андрей Палеолог като бележка под линия в историята.
Репутацията на Андрей може да е пострадала от действията на баща му Тома, чиято война с брат му Димитър Палеолог (чичото на Андрей) позволява на османците да завладеят Морея. Враждата между баща му и чичо му нямала нищо общо с Андрей, който е само на седем години, когато той и семейството му бягат в изгнание. Финансовото положение на Палеолозите през 70-те и 90-те години на века трябва да се е смятало за изключително несигурно, за да може Андреас да продаде правата върху титлите си, а Мануил да пътува из Европа с надеждата да намери работа и в крайна сметка да стигне до османците в Константинопол. Само един съвременен автор и автор от поколението след двамата братя хвърлят вината за финансовите им затруднения на Андрей. През 1538 г. Теодор Спандунес твърди, че братът на Андрей Мануил е по-добър във всяко отношение, а през 1481 г. Герарди да Волтера заявява, че финансовото състояние на Андрей се дължи на прекомерното му отдаване на „любов и удоволствия“. Тази негативна оценка е повторена от много съвременни историци, но Харис вярва, че тя има минимална основа.
За да изрисува Андрей в негативна светлина, почти всяко съвременно сведение за живота му споменава брака му с Катерина от 1479 г., която често е описвана в особено негативна светлина. Историкът Стивън Рънсиман я описва като „дама от улиците на Рим“ и тя обикновено е идентифицирана като проститутка. В допълнение към финансовото му разорение, женитбата за проститутка е друга точка, която често се използва срещу Андрей. Тя е известна само от един първичен източник, на латински: [Introitus et Exitus на Апостолическата палата, в която се споменава само първото ѝ име, което означава, че нейната професия и социално положение са неизвестни. Дори съвременните на Андрей критици, Да Волтера и Спандунис, не я споменават. Най-ранното споменаване на „лошия характер“ на Катерина е от произведенията на византиниста от XVII век Шарл дю Канж, което означава, че приказките за Катерина трябва да се считат за необоснована устна традиция. Идеята, предадена от византиниста Дионисиос Закитинос в неговия труд от 1932 г. (на френски: Le despotat grec de Morée (1262 – 1460)), че бракът на Андрей с „проститутката“ Катерина е причината папството да намали пенсията му, е очевидно невярно; папа Сикст IV дори плаща на Андрей двугодишната му пенсия предварително през 1479 г., вероятно за да покрие разходите по пътуването му до Русия.
Въпреки че е възможно Андрей да е живял разгулно, по-вероятната първопричина за неговата бедност са постоянните намаления на пенсията, изплащана му от папството. Въпреки че папите са били щедри към Палеолозите на пръв поглед, осигурявайки им жилища и пари, те не са били толкова изобилни, колкото твърдят някои историци. Самите папи са отчасти отговорни за разпространението на тази идея. Например Сикст IV записва своята щедрост към Палеолозите във фреските на Болницата „Светия Дух“ в Сасия. Един от стенописите изобразява Сикст IV с благодарния Андрей, коленичил в краката му. Андрей не е прахосвал, както обикновено се казва, огромни суми папски пари; месечната пенсия от 300 дуката, предоставяна първоначално на баща му Тома, до 1492 г. е свита само до 50 дуката.
Историците най-вече посочват експедицията от 1481 г. срещу османците като още едно доказателство за неговата некомпетентност. Рънсиман стига толкова далеч, че дори твърди, че Андрей е „пропилял“ дарените от папата пари и ги е използвал за „други цели“. Въпреки че експедицията никога не се е състояла, няма причина да се смята, че Андрей не е бил сериозен в начинанието. Фактът, че действително е пътувал до Бриндизи, предполага, че той наистина е възнамерявал да ръководи експедиция за възстановяване на империята. Въпреки неуспеха на кампанията, извършената подготовка показва, че Андрей не е прекарвал времето си в Рим единствено в преследване на удоволствия.
Въпреки че не е умрял богат, общоприето твърдение е, че Андрей е умрял без никакви пари. Тази идея произтича от факта, че вдовицата му Катерина получава пари от папа Александър VI да заплати погребението. Подобни дарения обаче не са рядкост или непременно признак на бедност. Погребението през 1487 г. на друг кралски изгнаник, кипърската кралица Шарлота, също е платено от папството и няма записи, че тя е описана като екстравагантна или бедна. Андрей Палеолог е погребан с почести в базиликата „Свети Петър“, което предполага, че той поне е запазил някакъв личен статус.
Харис смята изгнанието на Андрей Палеолог в Рим за продължение и краен провал на политиката, следвана от Палеолозите повече от век. Както императорите Палеолози преди тях, така и Тома, и Андрей продължават да се придържат към крайно неуспешния план за осигуряване на папска помощ за грандиозна кампания за повторно завоюване и възстановяване на владенията си. В крайна сметка животът на Андрей не е голям успех и мечтите му за възстановяване на Византийската империя са попарени от непрекъснатите усилия за събиране на средства, за да издържа себе си и семейството си. Трудното му положение не е по негова вина и въпреки че намаляването на папската подкрепа е най-пряката причина за трудностите му, провалът в крайна сметка е в политиката на Палеолозите да търсят помощ от Запада. Императорите възприемат тази политика, тъй като положението им през XIV и XV век предлага малко други възможности. Те се придържат към нея, въпреки че получават малко помощ противно на многото обещания. Фактът, че Западът в крайна сметка е безсилен да помогне на Византия, е фактор за падането на империята и гарантира, че Андрей Палеолог никога няма да се върне в родината си.

### Цитрирана литература
- Abulafia, David (2021). Book Review: The Other Side of Empire. Just War in the Mediterranean and the Rise of Early Modern Spain. – Al-Masāq: Journal of the Medieval Mediterranean, 33(1),  101–104, doi:10.1080/09503110.2021.1877420, https://doi.org/10.1080/09503110.2021.1877420
- Çelik, Siren (2021). Manuel II Palaiologos (1350–1425). Cambridge: Cambridge University Press, ISBN 978-1108836593, https://books.google.com/books?id=i-8WEAAAQBAJ
- ((de)) Enepekides, P. K. (1960). Das Wiener Testament des Andreas Palaiologos vom 7. April 1502. Akten des 11. Internat. Byzantinisten-Kongresses 1958. Munich: C.H. Beck, pp. 138–143, OCLC 761003148
- Foster, Russell (2015). Mapping European Empire: Tabulae imperii Europaei. Oxford: Routledge, ISBN 978-1315744759, https://books.google.com/books?id=D8kBCgAAQBAJ&q=%22Godscall+Palaeologus%22
- Freiberg, Jack (2014). Bramante's Tempietto, the Roman Renaissance, and the Spanish Crown. New York: Cambridge University Press, ISBN 978-1107042971, https://books.google.com/books?id=X760BAAAQBAJ&q=Constantinople
- Giesey, Ralph E. (1960). The Royal Funeral Ceremony in Renaissance France. Geneva: Librairie Droz, ISBN 978-2600029872, https://books.google.com/books?id=G5yuNbIuPKwC&q=andreas+paleologus+grave&pg=PA118
- Grierson, Philip (1999). Catalogue of Byzantine Coins in the Dumbarton Oaks Collection and in the Whittemore Collection: Volume Five: Michael VIII to Constantine XI 1258–1453. Washington DC: Dumbarton Oaks, ISBN 0-88402-261-7, https://books.google.com/books?id=NJmoF52BiBsC
- Haldon, John (2005). The Palgrave Atlas of Byzantine History. New York: Palgrave Macmillan, ISBN 978-0230243644, https://books.google.com/books?id=xjAWDAAAQBAJ&q=Constantius+III+Doukas&pg=PA176
- Hall, John (2015). An Elizabethan Assassin: Theodore Paleologus: Seducer, Spy and Killer. Stroud: The History Press, ISBN 978-0750962612
- ((en)) Harris, Jonathan (1995). A Worthless Prince? Andreas Palaeologus in Rome, 1465–1502. – Orientalia Christiana Periodica, 61,  537–554, https://www.academia.edu/9864507
- ((en)) Harris, Jonathan (2013). Despots, Emperors, and Balkan Identity in Exile. – The Sixteenth Century Journal, 44(3),  643–661, JSTOR 24244808, http://jstor.org/stable/24244808
- Housley, Norman (2017). The Crusade in the Fifteenth Century: Converging and Competing Cultures. Oxford: Routledge, ISBN 978-1315615158, https://books.google.com/books?id=kAtqDAAAQBAJ&q=disapprovefd
- Karayannopoulos, Yanis (1996). State Organization, Social Structure, Economy, and Commerce, In: Al-Bakhit, M. A.; Bazin, L.; Cissoko, S. M. et al. (eds). History of Humanity – Scientific and Cultural Development from the Seventh to the Sixteenth Centuries, Vol. IV. Paris: UNESCO, ISBN 978-9231028137, https://books.google.com/books?id=PvlthkbFU1UC
- Mallat, Peter (1982). Byzantinische 'Kaiserenkel' in Wien. – Adler, 15,  279–284
- Melvani, Nicholas (2018). The Tombs of the Palaiologan Emperors. – Byzantine and Modern Greek Studies, 42(2),  237–260, doi:10.1017/byz.2018.7
- Miller, William (1921). Miscellanea from the Near East: Balkan Exiles in Rome. Essays on the Latin Orient. Cambridge: Cambridge University Press, pp. 496-515, https://archive.org/details/essaysonlatinori00milluoft/page/496/
- Nicol, Donald M. (1992). The Immortal Emperor: The Life and Legend of Constantine Palaiologos, Last Emperor of the Romans. Cambridge: Cambridge University Press, ISBN 978-0511583698
- Pilat, Liviu; Cristea, Ovidiu (2017). The Ottoman Threat and Crusading on the Eastern Border of Christendom during the 15th Century. Leiden: Brill, ISBN 978-90-04-27885-1, https://brill.com/view/title/26492
- Potter, David (1995). A History of France, 1460–1560: The Emergence of a Nation State. New York: St. Martin's Press, ISBN 978-0312124809
- Runciman, Steven (1969) [1965]. The Fall of Constantinople 1453. Cambridge: Cambridge University Press, ISBN 978-0521398329
- Setton, Kenneth M. (1978). The Papacy and the Levant (1204–1571). Philadelphia: The American Philosophical Society, ISBN 0-87169-127-2
- ((de)) Trapp, Erich; Beyer, Hans-Veit; Walther, Rainer et al. (2001) [1976–1996]. Prosopographisches Lexikon der Palaiologenzeit, CD-ROM. Wien: Verlag der Österreichischen Akademie der Wissenschaften, ISBN 3-7001-3003-1, https://archive.org/details/ErichTrappProsopographischesLexikonDerPALAIOLOGENZEIT/mode/2up
- Van Tricht, Filip (2011). The imperial ideology. The Latin Renovatio of Byzantium: The Empire of Constantinople (1204–1228). Leiden: Brill, ISBN 978-90-04-20323-5}
- ((it)) Vespignani, Giorgio (2007). Attorno al progetto di Crociata di Alessandro VI (1492–1503). Andrea Paleologo nell'affresco dell'Appartamento Borgia del Palazzo Vaticano. – Erytheia: Revista de estudios bizantinos y neogriegos, 28,  99–112, ISSN 0213-1986, архив на оригинала от 29 юли 2021, http://interclassica.um.es/var/plain/storage/original/application/f108efedcf73a84c8d1952fe96d567ea.pdf, посетен на 7 ноември 2020
- ((fr)) Zakythinos, D. A. (1932). Le despotat grec de Morée, Tome 1: Histoire politique. Paris: Société d'édition "Les Belles Lettres", OCLC 1001644255

|  | Тази страница частично или изцяло представлява превод на страницата Andras Palaiologos в Уикипедия на английски. Оригиналният текст, както и този превод, са защитени от Лиценза „Криейтив Комънс – Признание – Споделяне на споделеното“, а за съдържание, създадено преди юни 2009 година – от Лиценза за свободна документация на ГНУ. Прегледайте историята на редакциите на оригиналната страница, както и на преводната страница, за да видите списъка на съавторите. ВАЖНО: Този шаблон се отнася единствено до авторските права върху съдържанието на статията. Добавянето му не отменя изискването да се посочват конкретни източници на твърденията, които да бъдат благонадеждни. |